# Kairi Himanen
Kairi Himanen (* 11. November 1992) ist eine estnische Fußballspielerin.

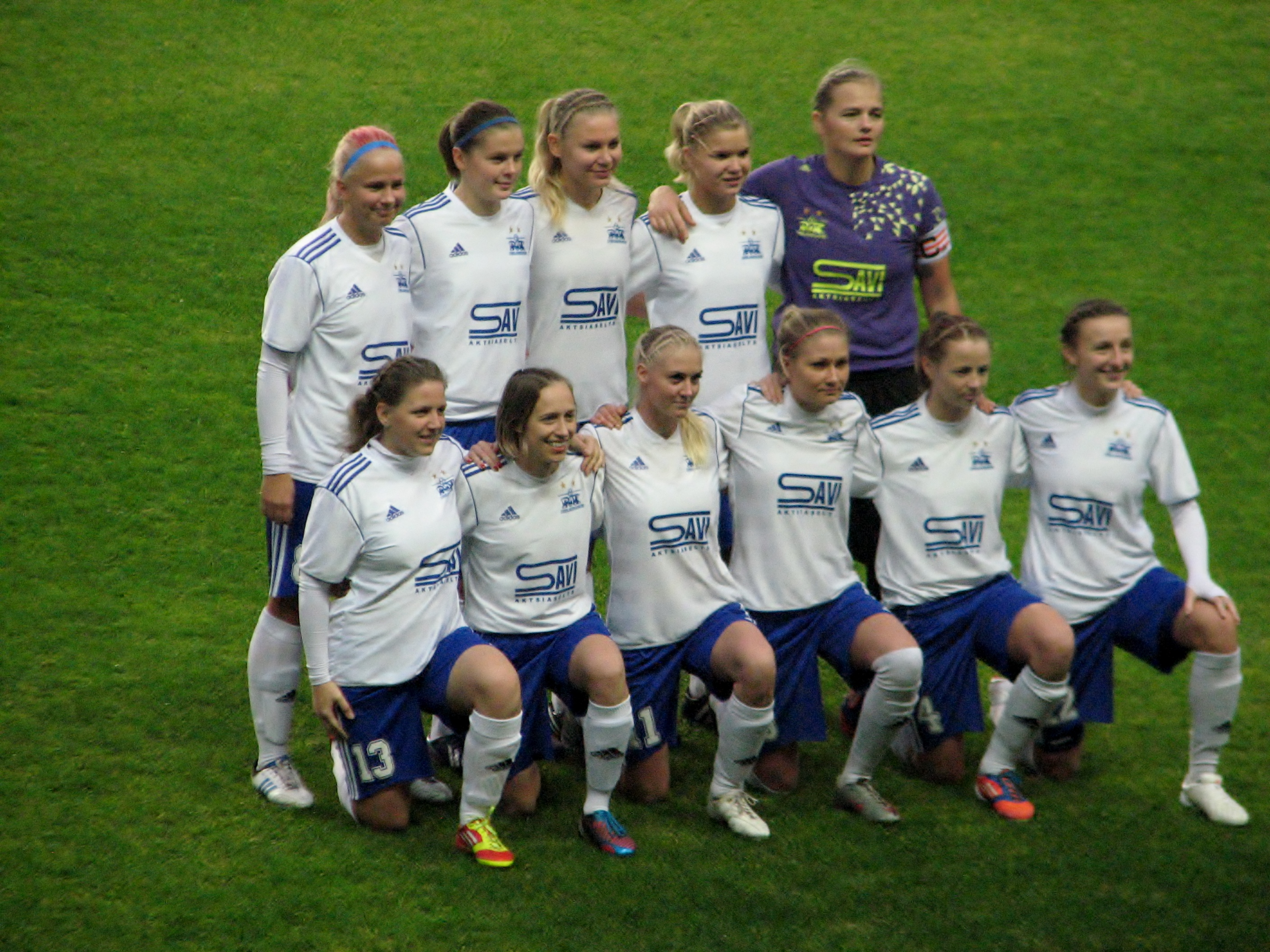
Mannschaftsfoto mit Kairi Himanen

Sie spielt aktuell beim Pärnu JK und bestritt bisher sieben Länderspiele für die Nationalmannschaft Estlands. Sie ist damit die jüngste Spielerin, die in der Nationalmannschaft eingesetzt wurde.